# A Pobra de Trives
A Pobra de Trives (nom officiel et galicien) ou Puebla de Trives (en castillan), est une commune de la province d'Ourense en Espagne située dans la communauté autonome de Galice.
C'était un centre important pour la noblesse de Galice au cours du XIXe siècle. Jusqu'aux années 1970, il était un centre important de la province d'Ourense, comme El Barco de Valdeorras ou Carballino.
La perte d'habitants est notable sur la dernière décennie, en particulier depuis la rénovation des routes modifiant le tracé de N-120 (qui relie Logroño au port de Vigo) et passant à présent par la municipalité voisine de Monforte de Lemos.

## Étymologie
Le nom « Trives » dérive du nom de la tribu des tiburo (es) ou tiburi (en latin).

## l'ordre du Saint-Sépulcre et les Hospitaliers
Au Moyen Âge, Trives fut d'abord une commanderie de l'ordre canonial régulier du Saint-Sépulcre dont on a conservé le nom avec la paroisse dite de A Encomenda (es) (Santa María Magdalena de Trives) qui avait pour annexe l'église de San Bartolomé de Trives. Passées ensuite au Hospitaliers de l'ordre de Saint-Jean de Jérusalem, elles font alors partie de la commanderie de Pazos de Arenteiro (gl).